# Rune Carlsten

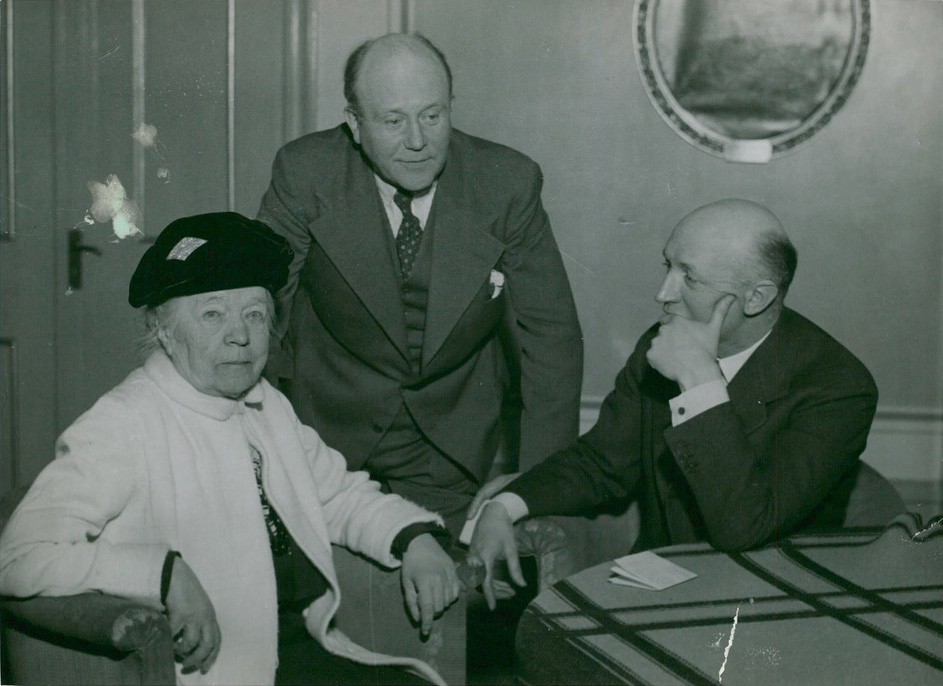
Rune Carlsten (i mitten) med Selma Lagerlöf och teaterchef Olof Molander inför premiären på Gösta Berlings saga på Dramaten 1936.

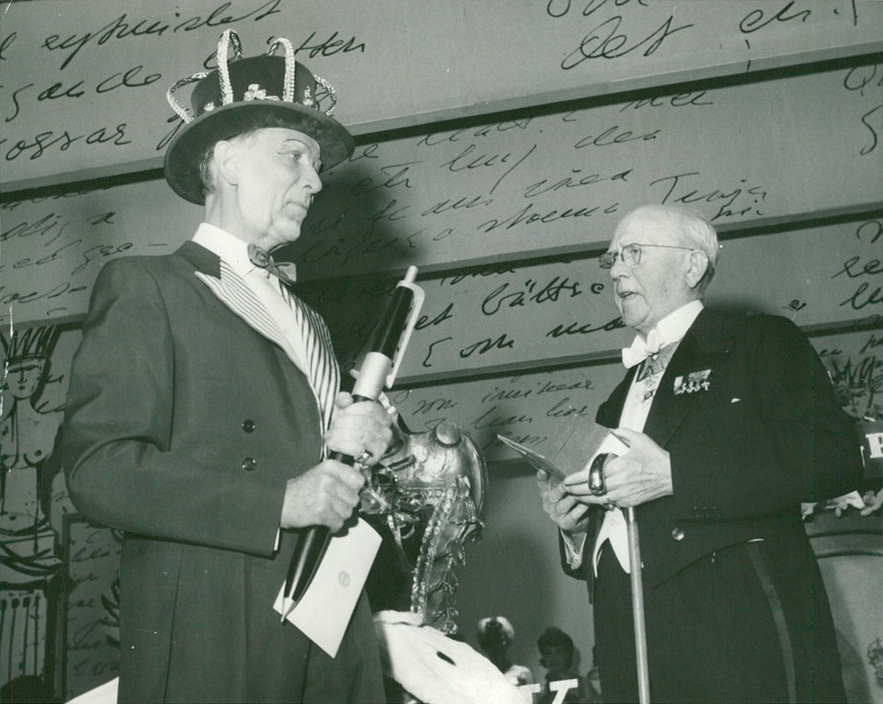
Rune Carlsten hyllar Karl Gerhard under hans 70-årsfirande på Idéon 1961.

Rune Wilhelm Carlsten, född 2 juli 1890 i Stockholm, död 12 oktober 1970 i Täby, var en svensk regissör, manusförfattare och skådespelare.

## Biografi
Carlsten studerade vid Stockholms högskola 1908–1910, var engagerad vid Einar Fröbergs teatersällskap 1910–1912, vid Svenska Teatern i Stockholm 1912–1913, vid Svenska Teatern i Helsingfors 1913–1914, vid Intima teatern 1914–1921, vid Filmindustri AB Skandia 1918–1921, vid Djurgårdsteatern 1917–1921 och 1924–1925, vid Lorensbergsteatern i Göteborg 1921–1924, vid Bonnierfilm 1924, vid AB Alb. Ranfts teater 1925–1926, vid Oscarsteatern 1926–1932, vid Paramount i Paris 1929–1932, vid Finlandia Film (Tystnadens hus) i Helsingfors 1933, vid Jarfilm i Oslo 1932, vid Komediteatern 1932–1933, vid Ufa i Berlin 1933 och vid Rosenbergsatelier i Wien 1938.
Redan 1919 gör han en lysande rollprestation som Carlsson i den första filmatiseringen av Hemsöborna.
År 1933 engagerades han vid Dramaten där han verkade som både skådespelare och regissör. Här satte han bland annat upp Hjalmar Söderbergs pjäs Aftonstjärnan.
Han var med om de första svenska experimenten med talfilm omkring 1930. Rune Carlsten var knuten till Radiotjänst från 1930 och var styrelseledamot av Drottningholmsteaterns Vänner.
År 1942 gjorde Carlsten en hyllad filmatisering av den nyligen bortgångne Hjalmar Söderbergs roman Doktor Glas där han medverkade både som manusförfattare, regissör och skådespelare.
Rune Carlsten var son till grosshandlaren Eric Carlsten och Hilma Maria Herdin. Under åren 1916–1923 är han gift med skådespelaren Anna Peréus. Från 1925 var han gift med skådespelaren Dora Söderberg och far till skådespelaren och regissören Rolf Carlsten.
Carlsten är begravd på Norra begravningsplatsen i Stockholm 

## Film

### Filmografi i urval
- 1917 – Thomas Graals bästa film
- 1919 – Hemsöborna
- 1930 – Den farliga leken
- 1931 – Längtan till havet
- 1931 – Trötte Teodor
- 1933 – Tystnadens hus
- 1933 – Hustru för en dag
- 1935 – Äktenskapsleken
- 1935 – Flickornas Alfred
- 1937 – Snövit och de sju dvärgarna (originaldubb)
- 1937 – Konflikt
- 1938 – Herr Husassistenten
- 1939 – Mot nya tider
- 1939 – Spöke till salu
- 1940 – Frestelse
- 1940 – Mannen som alla ville mörda
- 1941 – Hem från Babylon
- 1941 – Fransson den förskräcklige
- 1941 – Lasse-Maja
- 1942 – En sjöman i frack
- 1942 – Doktor Glas
- 1942 – General von Döbeln
- 1943 – Anna Lans
- 1943 – Herr Collins äventyr
- 1944 – Den osynliga muren
- 1944 – En dotter född
- 1945 – Maria på Kvarngården
- 1946 – Eviga länkar
- 1952 – Klasskamrater
- 1954 – Salka Valka
- 1955 – Leka med elden
- 1958 – Mannekäng i rött

### Regi i urval
- 1919 – Ett farligt frieri
- 1920 – Robinson i skärgården
- 1920 – Familjens traditioner
- 1920 – Bomben
- 1921 – Högre ändamål
- 1924 – Unge greven ta'r flickan och priset
- 1930 – Hjärtats röst (1930)
- 1931 – Halvvägs till himlen
- 1931 – Farornas paradis
- 1933 – Tystnadens hus
- 1938 – Pengar från skyn
- 1942 – Doktor Glas
- 1944 – Räkna de lyckliga stunderna blott
- 1944 – Vändkorset
- 1945 – Svarta rosor
- 1945 – Den allvarsamma leken
- 1946 – Eviga länkar

### Filmmanus i urval
- 1919 – Ett farligt frieri
- 1920 – Robinson i skärgården
- 1920 – Familjens traditioner
- 1920 – Bomben
- 1921 – Högre ändamål
- 1924 – Unge greven ta'r flickan och priset
- 1942 – Doktor Glas
- 1945 – Den allvarsamma leken

## Teater

### Roller (ej komplett)
| År   | Roll                                      | Produktion                                                          | Regi                         | Teater             |
| ---- | ----------------------------------------- | ------------------------------------------------------------------- | ---------------------------- | ------------------ |
| 1914 | André                                     | Boubouroche Georges Courteline                                      | Einar Fröberg                | Intima teatern     |
| 1914 | Marrec                                    | Undervattensbåten Svalan A Moureaux och J Perard                    | Einar Fröberg                | Intima teatern     |
| 1914 | Per                                       | Arabia land Anna Maria Roos                                         |                              | Intima teatern     |
| 1915 | Nikita                                    | Attentatet Leo Birinski                                             | Emil Grandinson              | Intima teatern     |
| 1915 | Hans                                      | Djävulen Ferenc Molnár                                              | Einar Fröberg                | Intima teatern     |
| 1915 | Brodersen                                 | Kärleken till nästan Gunnar Heiberg                                 | Emil Grandinson              | Intima teatern     |
| 1915 | Pastor Evans                              | Muntra fruarna i Windsor William Shakespeare                        | Emil Grandinson              | Intima teatern     |
| 1915 | Gerdt Buntmakare                          | Den politiske kannstöparen Ludvig Holberg                           | Einar Fröberg                | Intima teatern     |
| 1915 | Bohling                                   | Äktenskapets förskola Otto Erich Hartleben                          | Einar Fröberg                | Intima teatern     |
| 1915 | Jeronimus                                 | Julstugan Ludvig Holberg                                            | Einar Fröberg                | Intima teatern     |
| 1915 | Wassner                                   | Moral Ludwig Thoma                                                  | Einar Fröberg                | Intima teatern     |
| 1916 | Olof Olsson                               | Gustaf III August Strindberg                                        | Einar Fröberg                | Intima teatern     |
| 1916 | Curt von Korf                             | Generalrepetition på ett dyrbart liv Harry Vosberg                  | Albin Lavén                  | Intima teatern     |
| 1916 | Richard Günther                           | En gåtfull kvinna Robert Reinert                                    | Einar Fröberg                | Intima teatern     |
| 1916 | Enzio                                     | Prinsessan och hela världen Edgard Høyer                            | Einar Fröberg                | Intima teatern     |
| 1916 | Konrad Fonnander                          | Takrännan Gustaf Collijn                                            | Gustaf Collijn               | Intima teatern     |
| 1916 | Hans                                      | Faunen Hermann Bahr                                                 | Einar Fröberg                | Intima teatern     |
| 1916 | Hanke                                     | Hannele Gerhart Hauptmann                                           | Einar Fröberg                | Intima teatern     |
| 1917 | Ernst                                     | Fädernesland Einar Christiansen                                     | Einar Fröberg                | Intima teatern     |
| 1917 | Peter Bast                                | Stövlett-Kathrine Dikken von der Lyhe Zernichow                     | Einar Fröberg                | Intima teatern     |
| 1917 | Teodor                                    | Ett resande teatersällskap August Blanche                           | Einar Fröberg                | Intima teatern     |
| 1917 | Dardanell                                 | En födelsedag på gäldstugan August Blanche                          | Einar Fröberg                | Intima teatern     |
| 1917 | Claude Brèvin                             | Mästertjuven Tristan Bernard och Alfred Athis                       | Einar Fröberg                | Djurgårdsteatern   |
| 1917 | Allan Åberg                               | Elna Hall Ernst Didring                                             | Ernst Didring                | Intima teatern     |
| 1917 | Kung Henrik IV                            | Pernillas korta frökentid Ludvig Holberg                            | Rune Carlsten                | Intima teatern     |
| 1918 | Andre mördaren                            | Richard III William Shakespeare                                     | Einar Fröberg                | Intima teatern     |
| 1918 | Hans Bording                              | Under lagen Edvard Brandes                                          | Einar Fröberg                | Intima teatern     |
| 1918 | Furst Laban                               | Den röde André Mikael Lybeck                                        | Rune Carlsten                | Intima teatern     |
| 1918 | James Gilley                              | Köpt och betalt George Broadhurst                                   | Einar Fröberg                | Intima teatern     |
| 1918 | Nicolay Tonning                           | Narren Peter Egge                                                   | Rune Carlsten                | Intima teatern     |
| 1919 | Kessman                                   | Balkongen Gunnar Heiberg                                            | Rune Carlsten                | Intima teatern     |
| 1919 | Marcus Ordeyne                            | En gammal ungkarls moral William J. Locke                           | Albert Ståhl                 | Intima teatern     |
| 1919 | Gunnar Widja                              | Individernas förbund Einar Fröberg                                  | Einar Fröberg                | Intima teatern     |
| 1920 | Corfitz                                   | Barnsölet Ludvig Holberg                                            | Rune Carlsten                | Intima teatern     |
| 1920 | Charles Bellanger                         | Min far hade rätt Sacha Guitry                                      | Einar Fröberg                | Intima teatern     |
| 1922 | Teaterdirektören                          | Sabinskornas bortrövande Franz von Schönthan och Paul von Schönthan | Knut Ström                   | Lorensbergsteatern |
| 1925 | Mr Smith                                  | En sensation hos Mrs Beam Charles Kirkpatrick Munro                 | Ernst Eklund                 | Blancheteatern     |
| 1925 | Mr Archer                                 | Maskopi J. E. Harold Terry                                          | Rune Carlsten                | Djurgårdsteatern   |
| 1925 |                                           | Fröken X, Box 1742 Cyril Harcourt                                   | Rune Carlsten                | Djurgårdsteatern   |
| 1926 | Jeppe                                     | Jeppe på berget Ludvig Holberg                                      |                              | Södra Teatern      |
| 1926 | Fil.Dr. Aronius                           | Dagens hjälte Carlo Keil-Möller                                     | Rune Carlsten                | Södra Teatern      |
| 1926 | Receptionsherrn                           | Dollar Hjalmar Bergman                                              | John W. Brunius              | Oscarsteatern      |
| 1926 | James Wylie                               | Vad varje kvinna vet J. M. Barrie                                   | Pauline Brunius              | Oscarsteatern      |
| 1926 | Torbjörn Ränterik                         | Svenska Sprätthöken Carl Gyllenborg                                 | Rune Carlsten                | Oscarsteatern      |
| 1926 | Trädgårdsmästaren                         | Sanningens pärla Zacharias Topelius                                 | Rune Carlsten                | Oscarsteatern      |
| 1926 | Briquet                                   | Han som får örfilarna Leonid Andrejev                               | Gösta Ekman                  | Oscarsteatern      |
| 1926 | Andre vännen Gatuläggaren                 | Lycko-Pers resa August Strindberg                                   | Rune Carlsten                | Oscarsteatern      |
| 1927 | Kungen                                    | Pecks äventyr Kaja Widegren                                         | Rune Carlsten                | Oscarsteatern      |
| 1927 | Grumio                                    | Så tuktas en argbigga William Shakespeare                           | Gösta Ekman Johannes Poulsen | Oscarsteatern      |
| 1927 | Lord Elton                                | Hennes sista bedrift Frederick Lonsdale                             | Pauline Brunius              | Oscarsteatern      |
| 1927 | Rabbi Simson                              | Dibbuk - Mellan tvenne världar S. Ansky                             | Robert Atkins                | Oscarsteatern      |
| 1927 | Lutz                                      | Gamla Heidelberg Wilhelm Meyer-Förster                              |                              | Oscarsteatern      |
| 1928 | Olof Olsson                               | Gustaf III August Strindberg                                        | Rune Carlsten                | Oscarsteatern      |
| 1928 | Crabtree                                  | Skandalskolan Richard Brinsley Sheridan                             | Johannes Poulsen             | Oscarsteatern      |
| 1928 | Nick Verdis                               | Broadway Philip Dunning och George Abbott                           | Mauritz Stiller              | Oscarsteatern      |
| 1928 | Plom                                      | "Patrasket" Hjalmar Bergman                                         | John W. Brunius              | Oscarsteatern      |
| 1928 | Isaacsen                                  | Alexander den Store Gustav Esmann                                   |                              | Oscarsteatern      |
| 1928 | Severin Gandrup, assessor                 | Hokus-Pokus Curt Goetz                                              | Gösta Ekman                  | Oscarsteatern      |
| 1929 | Corvino                                   | Volpone Ben Jonson                                                  | Gunnar Klintberg             | Oscarsteatern      |
| 1929 | Friherre af Leijonstam                    | Kära släkten Gustav Esmann                                          | Rune Carlsten                | Oscarsteatern      |
| 1929 | Filmfotograf Jonsson                      | Den svarta skjortan Herbert Grevenius                               | Rune Carlsten                | Oscarsteatern      |
| 1929 | Blair Paterson                            | Dulcie George S. Kaufman och Marc Connelly                          | Tollie Zellman               | Oscarsteatern      |
| 1929 | Abraham Kaplan                            | Vid 37de gatan Elmer Rice                                           | Svend Gade                   | Oscarsteatern      |
| 1930 | Henrik VIII                               | Henrik VIII William Shakespeare                                     | Thomas Warner                | Oscarsteatern      |
| 1930 | James Gifford                             | En liten olycka Floyd Dell och Thomas Mitchell                      | Gösta Ekman                  | Oscarsteatern      |
| 1930 | Vermund                                   | Äventyr på fotvandringen Jens Christian Hostrup                     | Rune Carlsten                | Oscarsteatern      |
| 1930 | Walton Pelham                             | Bruden Stuart Oliver och George M. Middleton                        | Rune Carlsten                | Oscarsteatern      |
| 1930 | Friherre af Leijonstam                    | Kära släkten Gustav Esmann                                          | Rune Carlsten                | Oscarsteatern      |
| 1931 |                                           | Så tuktas en argbigga William Shakespeare                           | Henny Hellssen               | Oscarsteatern      |
| 1931 | Ernst Bernhardt                           | Statister Richard Duschinsky                                        | Svend Gade                   | Oscarsteatern      |
| 1931 | Doktorn                                   | Supé Ferenc Molnár                                                  | Bjørn Bjørnson               | Oscarsteatern      |
| 1932 | Panisse                                   | Fanny Marcel Pagnol                                                 | Pauline Brunius              | Oscarsteatern      |
| 1932 | Generaldirektören                         | Juvelstölden Ladislas Fodor                                         | Nils Johannisson             | Oscarsteatern      |
| 1932 | Baron Lejonstam                           | Kära släkten Gustav Esmann                                          | Rune Carlsten                | Oscarsteatern      |
| 1933 | Måns Sommar                               | Mäster Olof August Strindberg                                       | Olof Molander                | Dramaten           |
| 1933 | Tony Weller                               | Pickwick-klubben František Langer efter Charles Dickens             | Olof Molander                | Dramaten           |
| 1934 | Greve Savary                              | De hundra dagarna Benito Mussolini och Giovacchino Forzano          | Rune Carlsten                | Dramaten           |
| 1934 | Överste Tallboys                          | För sant att vara bra George Bernard Shaw                           | Rune Carlsten                | Dramaten           |
| 1934 | Félix                                     | Den italienska halmhatten Eugene Labiche                            | Olof Molander                | Dramaten           |
| 1934 | Dr Firmin                                 | En hederlig man Sigfrid Siwertz                                     | Alf Sjöberg                  | Dramaten           |
| 1935 | Överkonstapel Björk Trädgårdsmästare Thun | Kvartetten som sprängdes Birger Sjöberg                             | Rune Carlsten                | Dramaten           |
| 1935 | En handelsresande                         | Ljuva ungdomstid Eugene O'Neill                                     | Rune Carlsten                | Dramaten           |
| 1935 | Hertig de Maulévrier                      | Den gröna fracken Gaston Arman de Caillavet                         | Rune Carlsten                | Dramaten           |
| 1936 | Josserand                                 | Kokosnöten Marcel Achard                                            | Rune Carlsten                | Dramaten           |
| 1937 | Doktor Lundbom                            | Kungens paket Staffan Tjerneld och Alf Henrikson                    | Rune Carlsten                | Dramaten           |
| 1940 | Lektor Hambräus Lektor Rygell             | Medelålders herre Sigfrid Siwertz                                   | Rune Carlsten                | Dramaten           |
| 1942 | Morbror Stanley                           | Ut till fåglarna George S. Kaufman och Moss Hart                    | Alf Sjöberg                  | Dramaten           |
| 1945 | Fältmarskalk Trotke                       | Ödestimmen Hjalmar Söderberg                                        | Rune Carlsten                | Dramaten           |
| 1950 | Direktören                                | Tokiga grevinnan Jean Giraudoux                                     | Olof Molander                | Dramaten           |
| 1951 | Doktorn                                   | Aftonstjärnan Hjalmar Söderberg                                     | Rune Carlsten                | Dramaten           |

### Regi (ej komplett)
| År   | Produktion                                               | Upphovsmän                                                    | Teater                           |
| ---- | -------------------------------------------------------- | ------------------------------------------------------------- | -------------------------------- |
| 1917 | Adlig ungdom                                             | Algot Ruhe                                                    | Intima teatern                   |
| 1917 | Kapten Puff eller Storprataren                           | Olof Kexél                                                    | Intima teatern                   |
| 1917 | Pernillas korta frökentid Pernilles korte Frøkenstand    | Ludvig Holberg                                                | Intima teatern                   |
| 1918 | Den röde André                                           | Mikael Lybeck                                                 | Intima teatern                   |
| 1918 | Narren                                                   | Peter Egge                                                    | Intima teatern                   |
| 1919 | Balkongen Balkonen                                       | Gunnar Heiberg                                                | Intima teatern                   |
| 1920 | Barnsölet                                                | Ludvig Holberg                                                | Intima teatern                   |
| 1920 | Änkleken                                                 | W. Somerset Maugham                                           | Intima teatern                   |
| 1921 | Nju                                                      | Osip Dymov                                                    | Intima teatern                   |
| 1922 | Dicky                                                    | Paul Armont och Marcel Gerbidon                               | Djurgårdsteatern                 |
| 1922 | Hjälten på den gröna ön The Playboy of the Western World | John Millington Synge Översättning Gustav Ageberg             | Lorensbergsteatern               |
| 1924 | Jag har en idé Tons Of Money                             | Will Evans och Arthur Valentine                               | Djurgårdsteatern                 |
| 1925 | Maskopi                                                  | J. E. Harold Terry                                            | Djurgårdsteatern                 |
| 1925 | Fröken X, Box 1742 Wanted, A Husband                     | Cyril Harcourt                                                | Djurgårdsteatern                 |
| 1926 | Dagens hjälte                                            | Carlo Keil-Möller                                             | Södra Teatern                    |
| 1926 | Sanningens pärla                                         | Zacharias Topelius                                            | Oscarsteatern                    |
| 1926 | Lycko-Pers resa                                          | August Strindberg                                             | Oscarsteatern                    |
| 1927 | Pecks äventyr                                            | Kaja Widegren                                                 | Oscarsteatern                    |
| 1928 | Gustaf III                                               | August Strindberg                                             | Oscarsteatern                    |
| 1929 | Kära släkten Den kære familie                            | Gustav Esmann                                                 | Oscarsteatern                    |
| 1929 | Den svarta skjortan                                      | Herbert Grevenius                                             | Oscarsteatern                    |
| 1929 | Den kungliga familjen                                    | George S. Kaufman och Edna Ferber                             | Oscarsteatern                    |
| 1929 | Ambrosius                                                | Christian Molbech                                             | Oscarsteatern                    |
| 1930 | Bruden                                                   | Stuart Oliver och George M. Middleton                         | Oscarsteatern                    |
| 1930 | Äventyr på fotvandringen                                 | Jens Christian Hostrup                                        | Oscarsteatern                    |
| 1932 | Kära släkten                                             | Gustav Esmann                                                 | Oscarsteatern                    |
| 1933 | Chathams hörna, revy                                     | Gösta Chatham                                                 | Komediteatern                    |
| 1933 | En fågel i handen                                        | John Drinkwater                                               | Dramaten                         |
| 1933 | Damen i vitt                                             | Marcel Achard                                                 | Dramaten                         |
| 1934 | De hundra dagarna                                        | Benito Mussolini och Giovacchino Forzano                      | Dramaten                         |
| 1934 | För sant att vara bra                                    | George Bernard Shaw                                           | Dramaten                         |
| 1934 | Sanningens pärla                                         | Zacharias Topelius                                            | Dramaten                         |
| 1935 | Kvartetten som sprängdes                                 | Birger Sjöberg                                                | Dramaten                         |
| 1935 | Trots allt                                               | Henry Bernstein                                               | Dramaten                         |
| 1935 | Ljuva ungdomstid                                         | Eugene O'Neill                                                | Dramaten                         |
| 1935 | Den gröna fracken                                        | Gaston Arman de Caillavet                                     | Dramaten                         |
| 1936 | Ett resande teatersällskap                               | August Blanche                                                | Dramaten                         |
| 1936 | Hittebarnet                                              | August Blanche                                                | Dramaten                         |
| 1936 | Kokosnöten                                               | Marcel Achard                                                 | Dramaten                         |
| 1936 | Fridas visor                                             | Birger Sjöberg                                                | Dramaten                         |
| 1937 | Eva gör sin barnplikt                                    | Kjeld Abell                                                   | Dramaten                         |
| 1937 | Svenska Sprätthöken                                      | Carl Gyllenborg                                               | Dramaten                         |
| 1937 | En sån dag!                                              | Dodie Smith                                                   | Dramaten                         |
| 1937 | Kungens paket                                            | Staffan Tjerneld och Alf Henrikson                            | Dramaten                         |
| 1938 | Kvinnorna The Women                                      | Clare Boothe Luce                                             | Dramaten                         |
| 1939 | Mitt i Europa Idiot’s Delight                            | Robert E. Sherwood                                            | Dramaten                         |
| 1939 | Paul Lange och Tora Parsberg                             | Björnstjerne Björnson                                         | Dramaten                         |
| 1939 | Bridgekungen Le Valet maître                             | Paul Armont och Léopold Marchand                              | Dramaten                         |
| 1939 | Gustav Vasa                                              | August Strindberg                                             | Dramaten                         |
| 1940 | Äventyr på fotvandringen                                 |                                                               | Oscarsteatern                    |
| 1940 | Medelålders herre                                        | Sigfrid Siwertz                                               | Dramaten                         |
| 1940 | Den lilla hovkonserten                                   | Toni Impekoven och Paul Verhoeven                             | Dramaten                         |
| 1941 | Som folk är mest                                         | Herbert Grevenius                                             | Dramaten                         |
| 1942 | Hamlet                                                   | William Shakespeare                                           | Dramaten                         |
| 1943 | Kungen                                                   | Robert de Flers, Emmanuel Arène och Gaston Arman de Caillavet | Dramaten                         |
| 1944 | Den heliga enfalden                                      | Paul Vincent Carroll                                          | Dramaten                         |
| 1945 | Av hjärtans lust                                         | Karl Ragnar Gierow                                            | Dramaten                         |
| 1945 | Ödestimmen                                               | Hjalmar Söderberg                                             | Dramaten                         |
| 1945 | Karl XI                                                  | Ivan Oljelund                                                 | Dramaten                         |
| 1946 | Det är från polisen…                                     | J.B. Priestley                                                | Dramaten                         |
| 1948 | En vildfågel                                             | Jean Anouilh                                                  | Dramaten                         |
| 1948 | Din ungdoms hustru                                       | Jacques Deval                                                 | Dramaten                         |
| 1949 | Som ni behagar As you Like it                            | William Shakespeare                                           | Skansens friluftsteater          |
| 1949 | Paria                                                    | August Strindberg                                             | Dramaten                         |
| 1951 | Diamanten Der Diamant                                    | Friedrich Hebbel                                              | Dramaten                         |
| 1951 | Aftonstjärnan                                            | Hjalmar Söderberg                                             | Dramaten                         |
| 1953 | Ljuva ungdomstid Ah, Wilderness…                         | Eugene O’Neill Översättning Elsa af Trolle                    | Norrköping-Linköping stadsteater |
| 1954 | Myteriet på Caine                                        | Herman Wouk                                                   | Dramaten                         |
| 1956 | Fadren                                                   | August Strindberg                                             | Riksteatern                      |
| 1958 | Hjärtekrossare                                           | George Bernard Shaw                                           | Dramaten                         |
| 1958 | Paria                                                    | August Strindberg                                             | Dramaten                         |
| 1959 | Den politiske kannstöparen Den politiske kandestøber     | Ludvig Holberg                                                | Dramaten/ Folkan                 |
| 1960 | Hedda Gabler                                             | Henrik Ibsen                                                  | Norrköping-Linköping stadsteater |
| 1960 | Äktenskapsskolan L’école des femmes                      | Molière Översättning Oscar Wieselgren                         | Norrköping-Linköping stadsteater |
| 1961 | Markurells i Wadköping                                   | Hjalmar Bergman                                               | Norrköping-Linköping stadsteater |

## Radioteater

### Regi
| År   | Produktion            | Upphovsmän                                |
| ---- | --------------------- | ----------------------------------------- |
| 1946 | Teater Theatre        | Guy Bolton efter Somerset Maugham         |
| 1948 | Vi skiljas Divorçons! | Victorien Sardou Översättning Pehr Staaff |